# Hommage à René Guy Cadou
Pour les articles homonymes, voir hommage.
Albums de Gilles Servat
L'Or et le Cuivre
(1979) Gilles Servat en public
(1981)
Hommage à René-Guy Cadou est le huitième album studio de Gilles Servat, paru en 1980 chez Kalondour. Ce 33 tours n’a jamais été réédité en CD. 
René Guy Cadou est un poète français.

## Titres de l'album
1. Aventure Marine (René Guy Cadou / Gilles  Servat) - 3:33
2. Le Jeune Homme A La Médaille (René Guy Cadou / Gilles  Servat) - 3:33
3. La Fleur Rouge (René Guy Cadou / Gilles  Servat) - 2:23
4. Des Œufs Dans La Haie (René Guy Cadou / Gilles  Servat) - 1:33
5. L'Enfant Du Garde (René Guy Cadou / Gilles  Servat) - 3:29
6. Amis Sauvages (René Guy Cadou / Gilles  Servat) - 2:33
7. Vareuse De Coton (René Guy Cadou / Gilles  Servat) - 0:48
8. La Neige Rouge (René Guy Cadou / Gilles  Servat) - 2:56
9. Interdit Aux Nomades (René Guy Cadou / Gilles  Servat) - 3:31
10. Amis D'Enfance (René Guy Cadou / Gilles  Servat) - 2:10
11. Le Testament (René Guy Cadou / Gilles  Servat) - 2:03
12. Les Oiseaux (René Guy Cadou / Gilles  Servat) - 3:38
13. Automne (René Guy Cadou / Gilles  Servat) - 2:06